# Йосіда Ханбей
Йосіда Ханбей (2-а пол. XVII ст. — після 1710) — японський художник-ілюстратор періоду Едо. Розквіт творчості припав на 1684—1710 роки.

## Життя і діяльність
Походив з регіону Кінкі. Втім про Йосіду відомо замало. Вважається, що ім'я його було Садаміті, а Ханбей є псевдонімом. Він навчався малювання в Сьогоро, про якого також бракує відомостей. Усе життя пересувався між Кіото і Осакою, де мав клієнтуру.
Йосіда Ханбей займався переважно створенням ілюстрацій у жанрі укійо-е для книг. Він проілюстрував близько 90 різних книг, що становить понад 1000 окремих ілюстрацій. Його роботи з'явилися в численних текстах, включаючи театри бунраку, кабукі, романи, туристичні книжки, буддійські, музичні тексти, критичні твори. Найвідоміші ілюстрації Йосіда Ханбей творів Іхара Сайкаку. Втім свій талант не зміг повністю проявити, оскільки на той момент не виходили книги великого формату.